# Пембрук (Онтарио)
Пембрук (енгл. Pembroke) је град у Канади у покрајини Онтарио. Према резултатима пописа 2011. у граду је живело 14.360 становника.

## Становништво
Према резултатима пописа становништва из 2011. у граду је живело 14.360 становника, што је за 3,1% више у односу на попис из 2006. када је регистровано 13.930 житеља.
| 2006.  | 2011.  | 2016.  |
| ------ | ------ | ------ |
| 13.930 | 14.360 | 13.882 |